# (8034) Akka
(8034) Akka ist ein erdnaher Asteroid des Amor-Typs, der am 3. Juni 1992 von den amerikanischen Astronomen Carolyn und Eugene Shoemaker am Palomar-Observatorium (IAU-Code 675) entdeckt wurde.
Der Himmelskörper wurde am 24. Juli 2002 nach der finnischen Erdmutter und Erntegöttin Akka, der Gattin des Hochgottes Ukko benannt.